# Sơn Cao
Sơn Cao là một xã thuộc huyện Sơn Hà, tỉnh Quảng Ngãi, Việt Nam.
Xã Sơn Cao có diện tích 40,77 km², dân số năm 1999 là 3931 người, mật độ dân số đạt 96 người/km².